# كومبريس مايوريس
بلدية كومبريس مايوريس (بالإسبانية: Cumbres Mayores) هي بلدية تقع في مقاطعة ولبة التابعة لمنطقة أندلوسيا جنوب إسبانيا.

## الديموغرافيا
بلغ عدد سكان بلدية كومبريس مايوريس 1.930 نسمة عام 2011 (وفقاً للمعهد الوطني الإسباني للإحصاء).
| 2.184 | 2.135 | 2.020 | 2.022 | 1.986 | 1.970 | 1.930 |